# Ololaelaps paratasmanicus
Ololaelaps paratasmanicus är en spindeldjursart som beskrevs av Ryke 1963. Ololaelaps paratasmanicus ingår i släktet Ololaelaps och familjen Laelapidae. Inga underarter finns listade i Catalogue of Life.